# Espaços da Universidade Federal de Minas Gerais

## Lugares da UFMG

### Praça de Serviços
A Praça de Serviços é a área de comércio, serviços e lazer localizada no centro do campus Pampulha, entre o ICEx, o ICB, Biblioteca Central e a Avenida Mendes Pimentel.
Serviços da praça:
- Agências do Banco do Brasil, Banco Real, da Caixa Econômica Federal e dos Correios;
- Centro de apresentações e eventos;
- Posto da Fundação de Desenvolvimento da Pesquisa (FUNDEP);
- Livrarias, papelaria e copiadoras;
- Restaurante e lanchonete;
- Farmácia;
- Cooperativas vinculadas a Universidade;
- Escritórios de entidades representativas dos segmentos universitários.

### Centro Esportivo Universitário (CEU)
A UFMG conta com amplo parque esportivo, que ocupa uma área de 170 mil m², equipado com pista de atletismo, piscinas, quadras de tênis, voleibol, handebol, peteca, basquetebol e futsal e, ainda, com campos de futebol. O espaço também dispõe de uma área de lazer para crianças, com piscina e playground. Esse parque é disponibilizado para uso de estudantes da Universidade e de seus convidados, desde que observadas as normas de funcionamento e manutenção.

### Museus, espaços de ciência, de cultura e de lazer

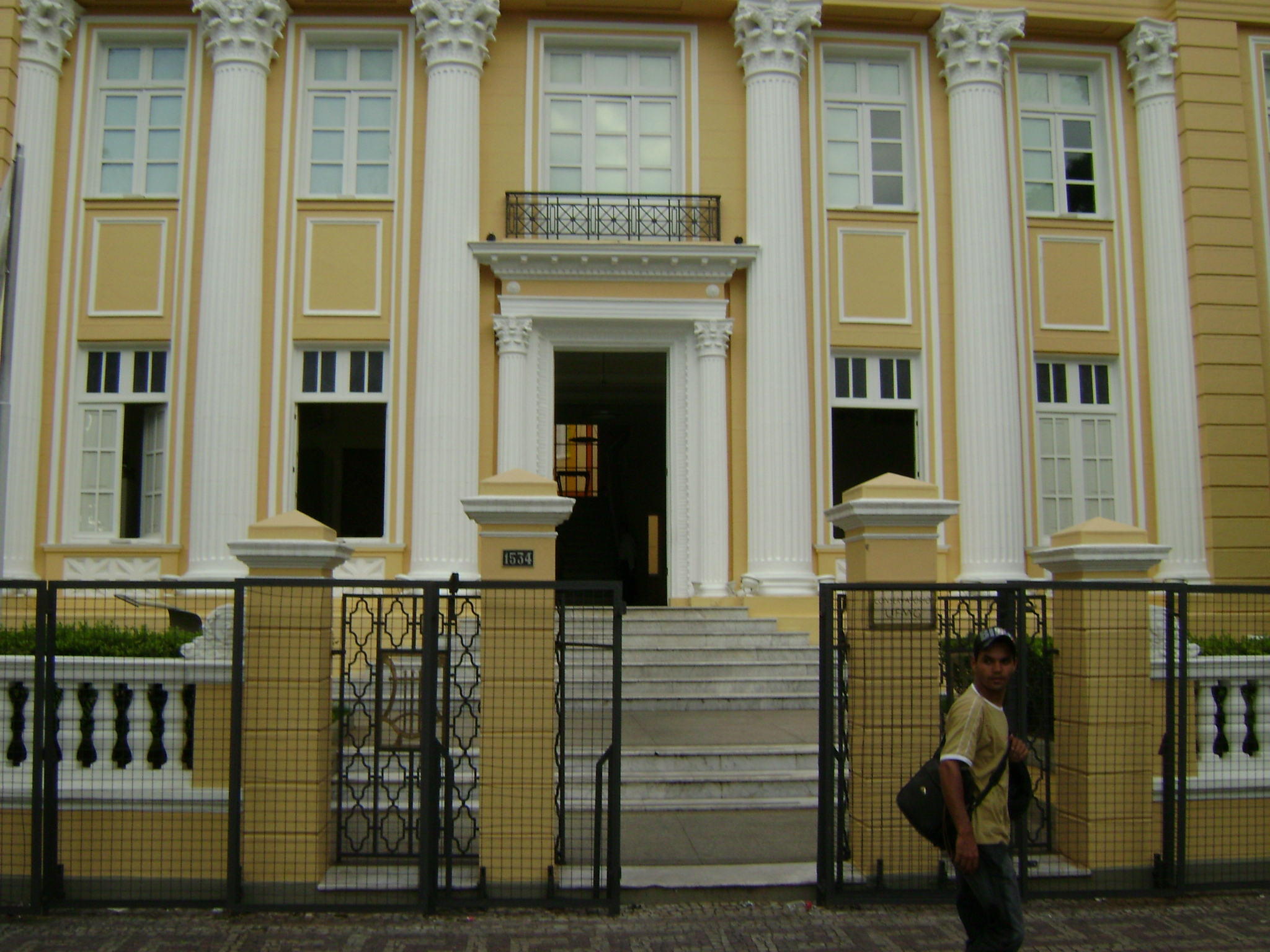
Conservatório UFMG

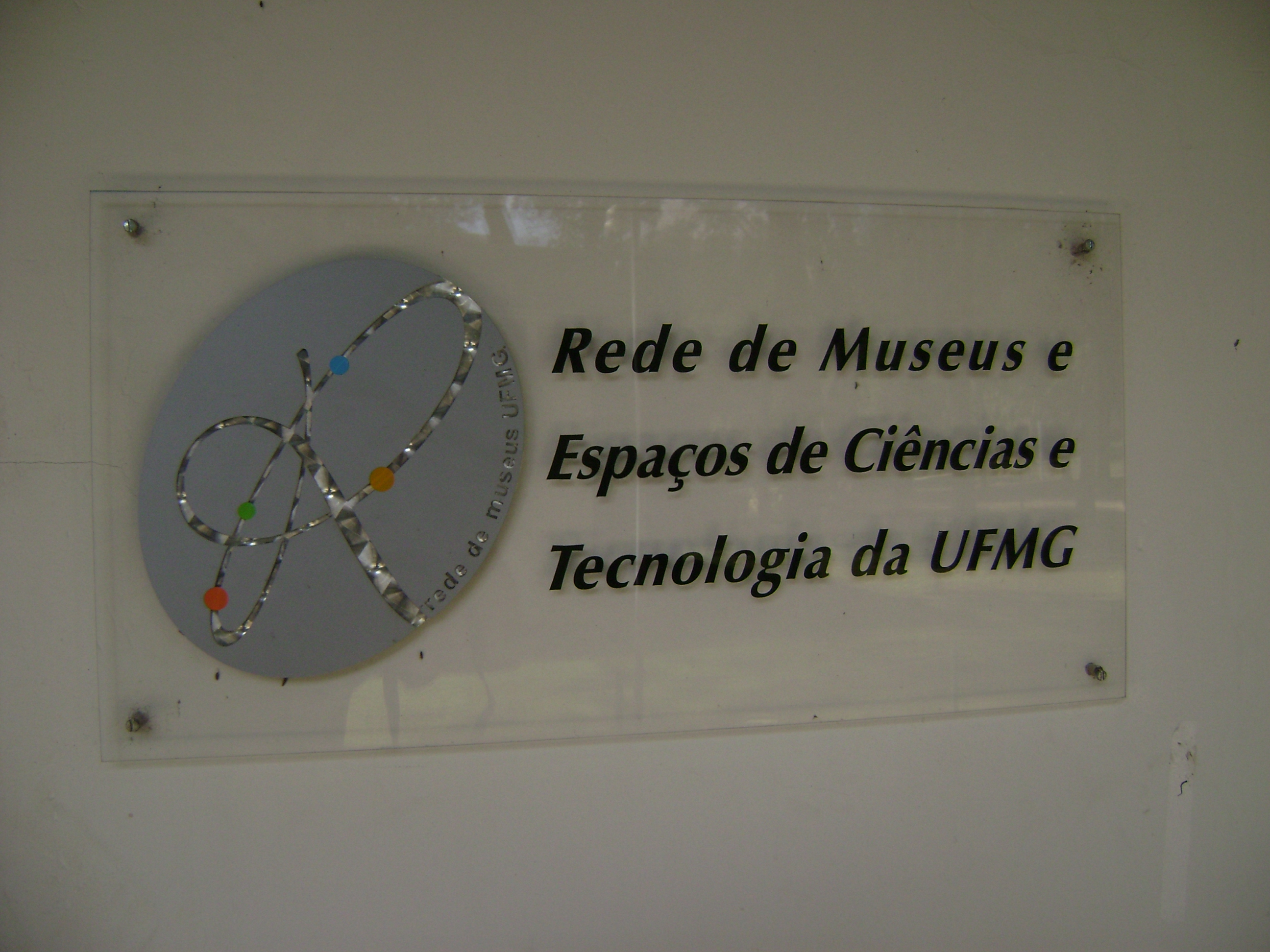
Rede de Museus e Espaços de Ciência e Tecnologia da UFMG.

- Acervo de Escritores Mineiros da Faculdade de Letras
- Centro Cultural da UFMG
- Centro de Memória da Engenharia
- Centro de Memória da Medicina
- Centro de Referência em Cartografia Histórica (Diamantina)
- Conservatório UFMG
- Estação Ecológica
- Museu Casa de Padre Toledo (Tiradentes)
- Museu de Ciências Morfológicas
- Museu de História Natural e Jardim Botânico
- Observatório Astronômico Frei Rosário - Serra da Piedade

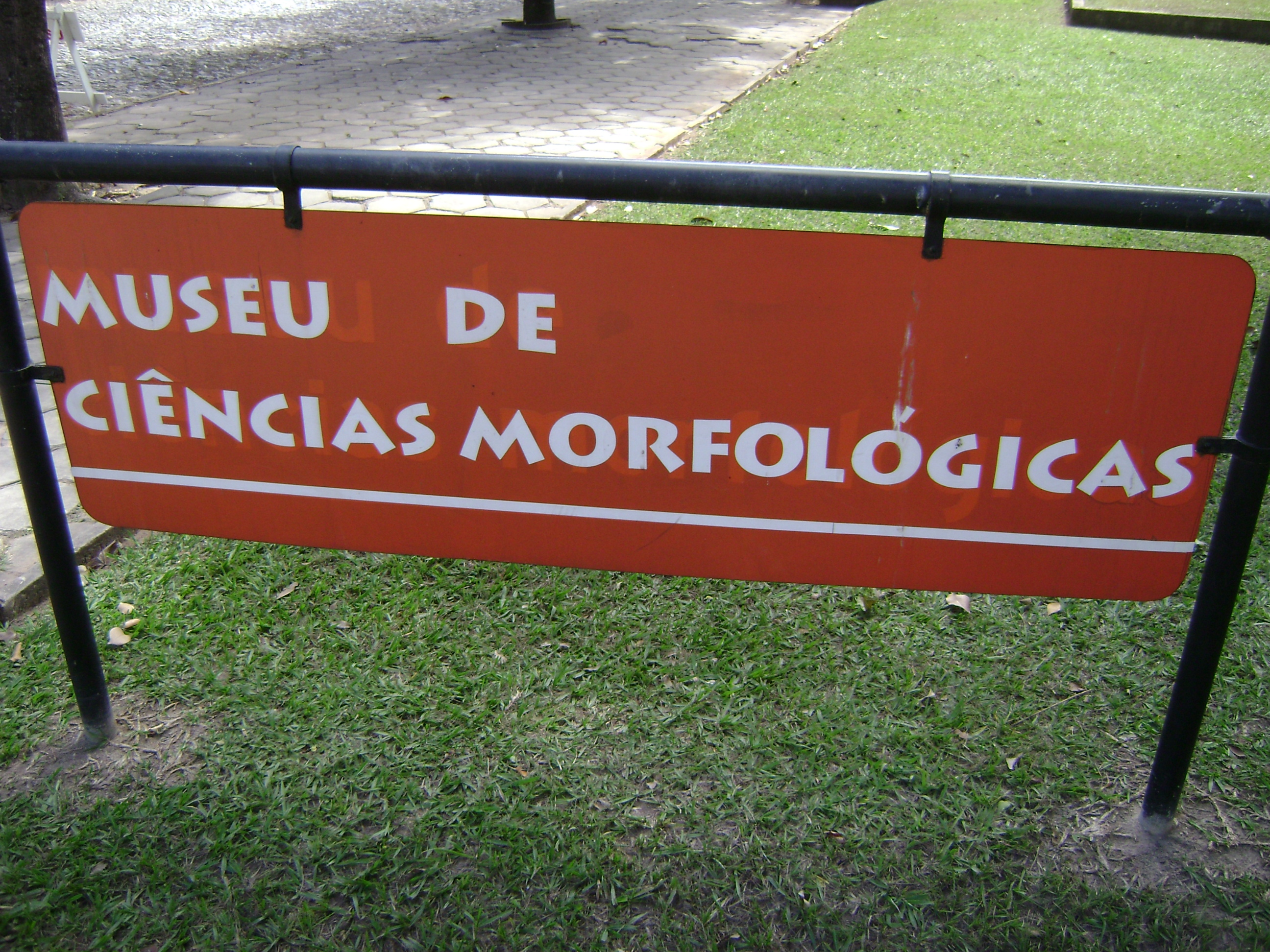
Placa indicativa do Museu de Ciências Morfológicas.